# Antifašistička koalicija
Antifašistička koalicija je naziv za savezničke zemlje i vlade koje su se tijekom II. svjetskoga rata borile protiv potpisnica Trojnoga pakta. Opseg Koalicije mijenjao se tijekom rata. Nakon njemačkoga napada na Poljsku 1. rujna 1939., rat su Njemačkoj najavile Velika Britanija i Francuska, a njima su se pridružile zemlje Commonwealtha (Kanada, Australija, Novi Zeland, Južnoafrički Savez). Početkom 1941. u SAD-u je izglasan Zakon o zajmu i najmu, kojim je dopušteno praktički besplatno opskrbljivati Saveznike, čime se SAD jasno stavila na stranu Velike Britanije.
Nakon njemačke agresije na SSSR (22. lipnja 1941.) i japanskoga iznenadnog napada u Pearl Harboru (7. prosinca 1941.) Antifašistička je koalicija znatno ojačala. Proširila se savezničkim sporazumom između Velike Britanije, SSSR-a i SAD-a, iako su u krugovima zapadnih Saveznika postojale ozbiljne dvojbe je li SSSR uopće poželjan kao saveznik. Prevladalo je mišljenje da je opasnost koju predstavljaju nacizam i fašizam neposrednija i veća.
Atlantska povelja je zajednička izjava predsjednika SAD-a Franklina Delana Roosevelta i premijera Velike Britanije Winstona Churchilla na brodu u zaljevu Placetia na Newfoundlandu od 14. kolovoza 1941. Sadrži osam načela političkog uređenja svijeta nakon rata: SAD i Velika Britanija ne traže povećanje svojih područja; protive se teritorijalnim promjenama bez pristanka stanovništva; narodi imaju pravo izabrati vladavinu kakvu žele; svima se mora omogućiti nabava osnovnih sirovina za gospodarski razvitak; treba organizirati međunarodnu suradnju radi ostvarenja napretka; treba osigurati život slobodan od straha i bijede; mora se omogućiti slobodnu plovidbu morima; narodi se moraju odreći uporabe sile i treba razoružati države opasne za mir. Mjesec dana poslije Atlantskoj povelji pristupili su SSSR i četrnaest zemalja u ratu protiv Njemačke i Italije, a 1942. sve ostale države koje su bile u ratu sa silama Osovine.
Antifašistička koalicija učvršćivala se multilateralnim konferencijama i sporazumima tijekom rata: Atlantskom poveljom u kolovozu 1941., Deklaracijom o Ujedinjenim narodima od 1. siječnja 1942. koju je potpisalo 26 država, uključujući velike savezničke sile i Kinu. Osnovni ciljevi koalicije bili su: protivljenje bilo kakvim teritorijalnim promjenama, pravo naroda da sami biraju oblik društvenog uređenja u kojem žele živjeti i razoružanje fašističkih država agresora nakon završetka rata. Na Teheranskoj konferenciji 28. rujna – 1. prosinca 1943. saveznički su vođe Churchill, Roosevelt i Staljin dogovorili suradnju u borbi protiv fašističkih država do njihova konačna poraza. Velik prinos Antifašističkoj koaliciji dao je i antifašistički pokret u Hrvatskoj, kao važan i najjači (uz bosanskohercegovački) dio jugoslavenskoga antifašičkog pokreta.